# Manoel Bezerra de Melo
Manoel Bezerra de Melo, ou Padre Melo, (Crateús, 18 de janeiro de 1926 — Fortaleza, 9 de junho de 2020) foi um professor e político brasileiro. Foi prefeito de Mogi das Cruzes entre 1994 e 1997 e deputado federal por São Paulo e pelo Ceará. Era o fundador e antigo chanceler da Universidade de Mogi das Cruzes. 

## Biografia
Manoel Bezerra de Melo nasceu em Crateús, no Ceará, em 1926. Sacerdote da Igreja Católica, chegou em Mogi das Cruzes aos 36 anos para atuar como padre na Matriz de Santana. Já havia atuado no Recife, Rio Grande do Sul e Rio de Janeiro. Em paralelo às atividades religiosas, Padre Melo ministrava aulas no Instituto de Educação Dr. Washington Luiz. Dois meses após sua chegada, fundou a Organização Mogiana de Educação e Cultura (OMEC), em 28 de maio de 1962. Em 1964 foram instaladas as primeiras faculdades do complexo educacional que, a partir de 1973, passou a se chamar Universidade de Mogi das Cruzes (UMC).
Em 1966, Padre Melo teve sua iniciação política, candidatando-se a deputado federal por São Paulo. Seu partido era a Aliança Renovadora Nacional (ARENA). No congresso, propôs a lei do divórcio. Em 1971, com autorização papal, conseguiu liberar-se dos votos como padre e casou-se com a professora cearense Maria Coeli.
Filiou-se ao Partido do Movimento Democrático Brasileiro (PMDB) no fim da década de 1980 e, em 1993, foi eleito vice-prefeito de Mogi na chapa de Francisco Ribeiro Nogueira. Após a morte do titular em 1994, Padre Melo assumiu o cargo de prefeito. Em 2000 apoiou a candidatura de Junji Abe (PSDB) e, em 2008, a de Marco Bertaiolli (PSD).

## Morte
Morreu em 9 de junho de 2020, aos 94 anos, de insuficiência cardíaca.